# Cowell
Cowell – miasto w Australii, w stanie Australia Południowa.